# Ustrój polityczny Mauretanii

## Organizacja państwa
Konstytucja Mauretanii z 1991 określa, że Mauretania jest republiką parlamentarną. Głową państwa jest prezydent wybierany w wyborach powszechnych na sześcioletnią kadencję. Prezydent jest jednocześnie szefem rządu. 
Dwuizbowy parlament – Zgromadzenie Narodowe (81 deputowanych z wyborów powszechnych na 5-letnią kadencję) i Senat (56 senatorów z wyborów pośrednich co 6 lat) sprawuje władzę ustawodawczą.
Władza wykonawcza należy do Prezydenta i rządu powoływanego przez niego na czele którego stoi premier. 
Władza sądownicza według Konstytucji jest niezawisła. 
Partie polityczne to: Demokratyczno-Społeczna Partia Republikańska (założona w 1991), Mauretańska Partia na rzecz Odnowy (założona w 1991), Zgromadzenie na rzecz Demokracji i Jedności Narodowej (założona w 1991).

## Symbole narodowe
- Flaga Mauretanii – przedstawia umieszczone centralnie na zielonym tle złoty półksiężyc i gwiazdę - symbolizują zarówno Islam jak i Saharę. Zieleń także oznacza Islam oraz nadzieję. Uchwalona została 1 kwietnia 1959 roku. Proporcje 2:3.

- Hymn Mauretanii został przyjęty po uzyskaniu przez ten kraj niepodległości w 1960. Autorem melodii hymnu jest Tolia Nikiprowetzky. Hymn posiada oficjalne słowa, które wzięto z XIX-wiecznego poematu autorstwa Baby uld Szajcha. Skomplikowana linia melodyczna i rozbudowana rytmika sprawiają jednak, iż hymn wykonuje się bez partii wokalnej (przez co często błędnie klasyfikuje się go jako hymn wyłącznie instrumentalny). Nie posiada oficjalnej nazwy.